# Breach (álbum do Twenty One Pilots)
Breach é o oitavo álbum de estúdio da dupla musical americana Twenty One Pilots, com seu lançamento previsto para setembro de 2025 pela Fueled by Ramen. É uma continuação do sétimo álbum da dupla, Clancy (2024), e pretende concluir uma série conceitual que se iniciou com Blurryface (2015).
1. ↑  «Twenty One Pilots Enter the Breach». Spin. 21 de maio de 2025. Consultado em 25 de maio de 2025